# Bäk (Allemagne)
Pour les articles homonymes, voir Bäk.
Bäk est une commune allemande du Schleswig-Holstein, située dans l'arrondissement du duché de Lauenbourg (Kreis Herzogtum Lauenburg), sur la rive est du lac de Ratzebourg, en face de la vieille ville de Ratzebourg. Bäk fait partie de l'Amt Lauenburgische Seen (« lacs lauenbourgeois ») qui regroupe 25 communes autour de Ratzebourg.